# Stefan Brijs
Stefan Brijs (Genk, 29 december 1969) is een Vlaams schrijver.

## Jeugd en opleiding
Brijs woonde jarenlang in zijn geboorteplaats en ging daar ook naar school. In 1990 studeerde hij af als onderwijzer en begon als opvoeder aan zijn vroegere middelbare school, het Sint-Jozefinstituut te Bokrijk, Genk te werken. Sinds 1997 schrijft Stefan Brijs romans en essays, en artikelen en recensies voor onder meer de boekenbijlagen van De Morgen en De Standaard. Begin 2003 verruilde hij Genk voor Koningshooikt, een deelgemeente van Lier. Sinds 1999 schrijft Brijs voluit.

## Debuutroman en essays
Stefan Brijs debuteerde in 1997 met De verwording, een magisch-realistische roman. Na zijn debuut zwierf Brijs over Vlaamse begraafplaatsen, op zoek naar de resten van zijn literaire voorgangers, onder wie Gustaaf Vermeersch, Richard Minne, Maurice Gilliams en Karel van de Woestijne. Zijn queesten beschreef hij in Kruistochten, dat in 1998 verscheen. Deze essays kregen een vervolg in De vergeethoek, een serie literaire portretten van vergeten Vlaamse schrijvers.

## Verder werk
In 2000 verscheen Arend, een roman over een misvormde jongen die op zoek is naar zichzelf, naar begrip en naar liefde en ervan droomt om ooit te kunnen vliegen. In de zomer van 2001 was er de publicatie van Villa Keetje Tippel, die veel stof deed opwaaien. In deze monografie wordt de geschiedenis verteld van de schrijfster Neel Doff en haar (intussen totaal vervallen) villa in Genk, die zij van 1908 tot 1939 elke zomer betrok en die haar inspireerde tot verscheidene werken. In de winter van 2001 verscheen Twee levens, een kerstnovelle. In oktober 2005 verscheen zijn nieuwe roman De engelenmaker, waarvan de vertaalrechten intussen zijn verkocht aan 15 landen. Dit boek werd genomineerd voor de Libris Literatuurprijs, de AKO Literatuurprijs en de vakjuryprijs van de Gouden Uil, en won de lezersjuryprijs van de Gouden Uil. In oktober 2006 verscheen Korrels in Gods grote zandbak, een essaybundel over de schrijvers van Turnhout, onder wie Renier Snieders, Eugeen Edward Stroobant, Jozef Simons en Ward Hermans. Dit boek schreef Stefan Brijs in opdracht van de stad Turnhout en het Cultuurcentum De Warande.
In 2011 verscheen de oorlogsroman Post voor mevrouw Bromley. De roman Maan en Zon die zich afspeelt op het eiland Curaçao, volgde in 2015.
In 2017 publiceerde hij Andalusisch logboek, een anekdotische neerslag van de tochten die hij in 2016 ondernam door Andalusië waar hij sinds 2014 woont. In mei 2020 verscheen het vervolg daarop, Berichten uit de vallei, waarin Brijs zich vier seizoenen lang concentreert op de natuur in het zuiden van Spanje.

## Onderscheidingen
- 2005 Nominatie AKO-Literatuurprijs voor De engelenmaker
- 2006 Publieksprijs van de Gouden Uil 2006 gewonnen voor De engelenmaker (€ 25.000)
- 2006 KANTL-prijs voor medias res (€ 6250) voor De engelenmaker
- 2007 Boek-delenprijs (€ 2000)[1]
- 2007 Provinciale Prijs voor Letterkunde Provincie Antwerpen (€ 2480)
- 2010 Prix des Lecteurs Cognac
- 2011 Euregio-Schüler-Literaturpreis